# 杨屯乡 (高唐县)
杨屯乡是中国山东省聊城市高唐县下辖的一个乡。

## 行政区划
杨屯乡下辖郭庄村、南刘桥东村、谢王村、高官屯村、康桥村、施屯村、董官屯村、小井村、吴庄村、安庄村、盖王村、李官屯村、张四屯村、张大屯社区、绿瓦庙村、小林村、梁庄村、杨屯社区、小屯村、六合村、周庄村、陈庄村、韩庄村、戴庙村、高庄村、夹滩村。